# XDefiant
XDefiant (раніше була відома як Tom Clancy's XDefiant) — багатокористувацька відеогра у жанрі шутера від першої особи, розроблена Ubisoft San Francisco та видана Ubisoft. XDefiant вийшла 21 травня 2024 року для PlayStation 5, Windows та Xbox Series. На ПК гра вийшла ексклюзивно для лаунчера Ubisoft Connect.

## Ігролад
У грі представлені декілька фракцій та класів, кожен з яких має свої унікальні здібності та зброю. Події гри розгортаються у всесвіті Ubisoft, ігрові локації створені на основі різних ігор Ubisoft. Гравці змагаються у швидких командних мережевих матчах на різноманітних картах та в різних ігрових режимах.
Сюжет гри розгортається навколо фракцій «Дефіантів»: «Примари» (з Ghost Recon), «Ешелону» (з Splinter Cell), «Чистильників» (з The Division), «Лібертад» (з Far Cry) і «DeadSec» (з Watch Dogs). Дефіантів можна кастомізувати за допомогою навичок, здібностей, пристроїв, зброї та предметів. У грі представлені лінійні режими гри 6 проти 6 (наприклад, «Панування» та «Супровід»).

## Розробка та випуск
Гра була офіційно анонсована Ubisoft у липні 2021 року. Закрите внутрішнє тестування пре-альфа-версії XDefiant відбулося у Північній Америці у 2021 році. Друге внутрішнє тестування відбулося в лютому 2023 року. Закрите бета-тестування розпочалося 13 квітня та завершилося 23 квітня. У березні 2022 року було проведено ребрендинг гри, в результаті чого вона відійшла від всесвіту Tom Clancy's.
17 квітня 2023 року, невдовзі після початку закритого бета-тестування, XDefiant стала однією з найпопулярніших ігор на Twitch, набравши близько 50 тисяч глядачів і обійшовши за популярністю Warzone 2.0 та Modern Warfare II.
Під час презентації Ubisoft Forward 12 червня 2023 року компанія оголосила про відкриту сесію, яка розпочалася 20 червня для учасників закритого бета-тестування (21 червня для всіх гравців) і завершилася 23 червня. Публічна тестова сесія була анонсована лише для ПК, яка розпочалася 28 вересня і закінчилася 29 вересня. Ubisoft запланувала реліз гри на початок-середину жовтня. Дорожня карта першого року розвитку гри включає чотири сезони з 12 новими видами зброї, мапами, балансом та оновленням 4-х персонажів. Після того, як на сесії «спливли деякі розбіжності в ігровому процесі», директор Марк Рубін оголосив, що реліз XDefiant тимчасово відкладається.
XDefiant вийшла 21 травня 2024 року. Під час запуску гра зіткнулася із серверними проблемами. Не зважаючи на це, лише за перші 48 годин після запуску гра зуміла набрати понад 3 000 000 унікальних гравців. Згодом розробники запустили партнерську програму «Приведи друга», яка дозволить гравцям отримувати бонуси за кожного запрошеного нового користувача.

## Сприйняття
Kotaku зрівняли гру та її особливості з Call of Duty: Black Ops II.
Forbes припустили, що XDefiant є загрозою для франшизи Call of Duty.